# TAME 항공
TAME 항공(스페인어: TAME EP Linea Aerea del Ecuador)은 에콰도르의 국영 항공사로 총 22개 노선을 취항하고 있다. 본사는 에콰도르 키토 위치해 있으며 1962년에 설립했다. 또한 사용하고 있는 허브 공항으로 마리스칼 수크레 국제공항, 호세 호아킨데 올메도 국제공항이 있다.

## 역사
이 항공사는 1962년에 에콰도르 정부에 의해 설립 했으며 같은 해 12월에 최초로 취항했다. 1966년에 쿠바, 파나마, 칠레 국제선 정기 노선을 신설했다. 1992년 12월에 에콰도르와 콜롬비아 정부와 노선통합 협정에 서명하면서 에스메랄다스와 칼리를 잇는 노선을 신설했다. 1995년 에어프랑스를 이용하는 승객을 위해 보고타를 향하는 국제선 노선을 신설했다. 2009년에 항공기를 추가로 구매했고 2010년에 디자인이 변경되면서 현재에 이르고 있다.

## 보유 기종
- 2012년 4월 기준으로 TAME 항공은 다음과 같은 기종을 보유하고 있다.[3]

## 사진

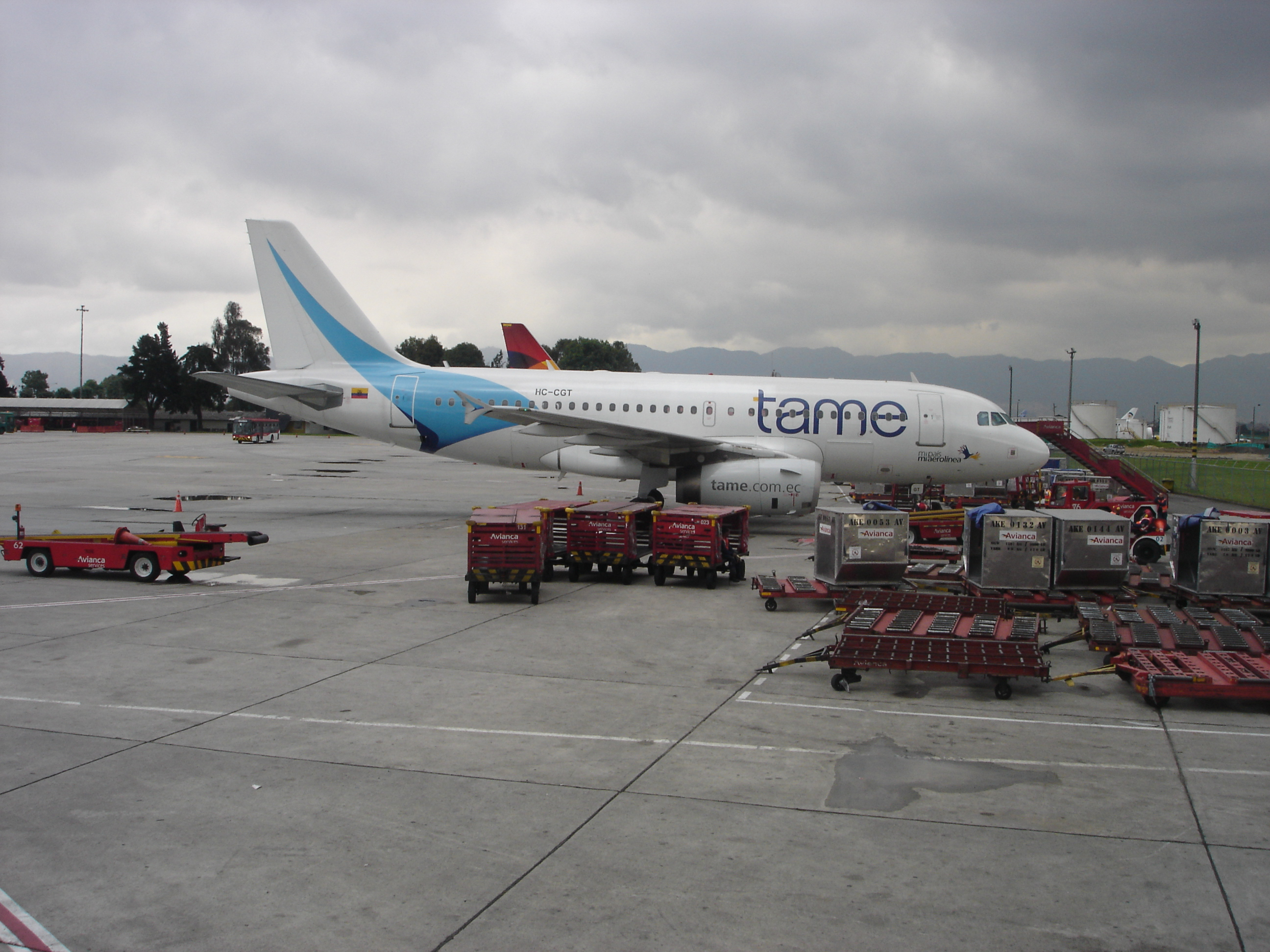
TAME 항공의 에어버스 A319-100
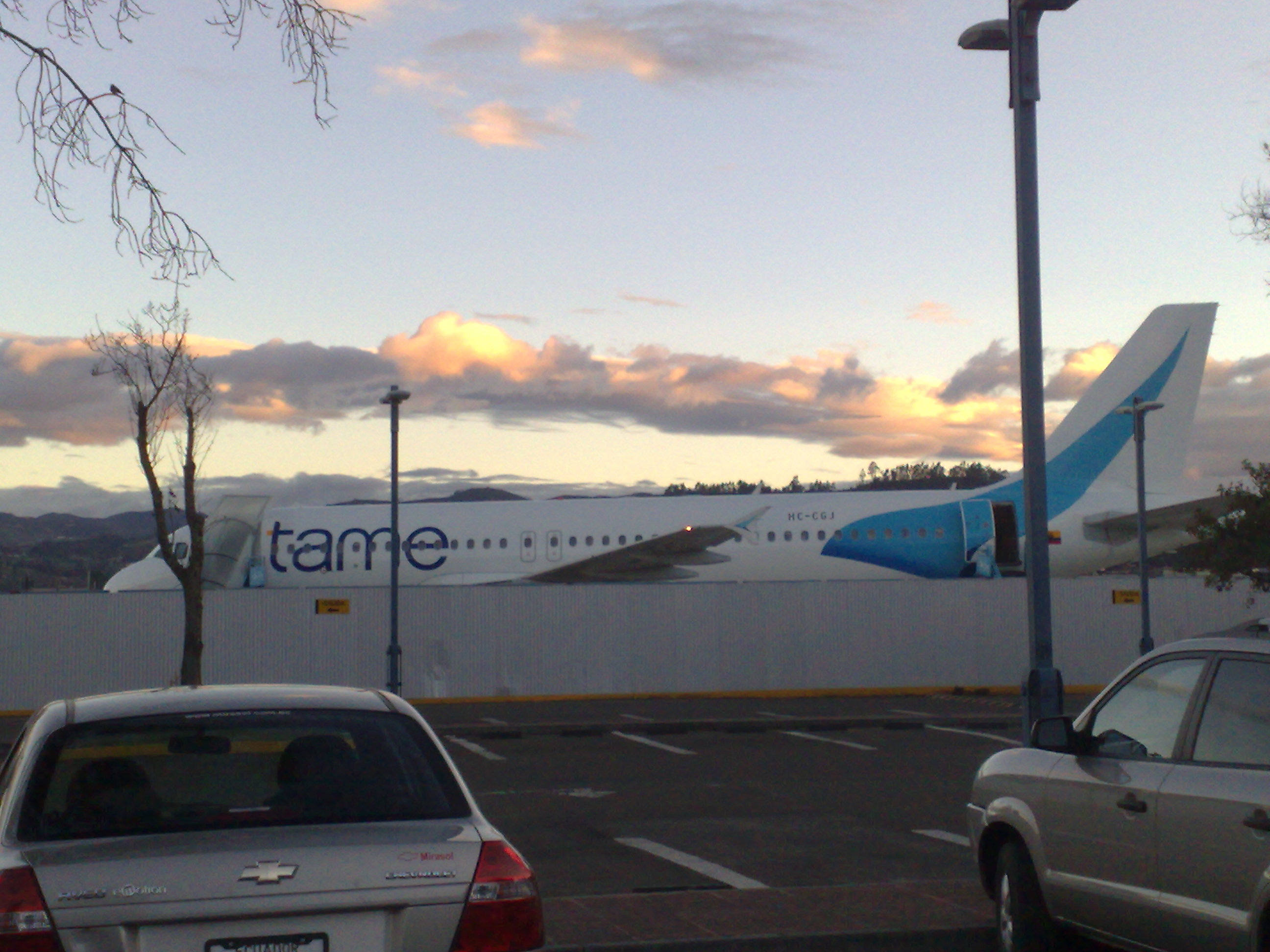
TAME 항공의 에어버스 A320-200
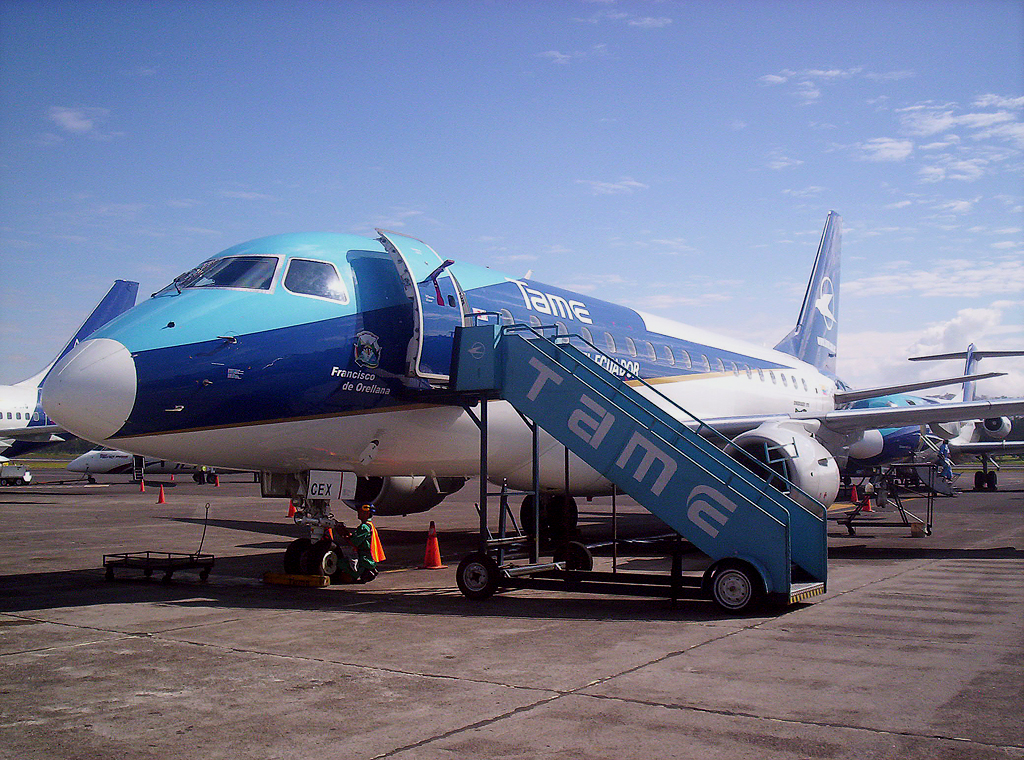
TAME 항공의 엠브라에르 170LR